# Gerson Polamalu Santos
Gerson Leandro Mota Santos (São José dos Campos, 21 de fevereiro de 1988) é um desportista brasileiro, sendo jogador de futebol americano.

## Carreira
Gerson, iniciou a prática de Futebol Americano em 2010, pelo São José Istepôs e conquistou uma vaga na Seleção Brasileira de Futebol Americano em 2011, no training camp realizado na cidade de São Paulo.
Representou o Brasil como capitão em partidas oficiais contra Chile, Uruguai, Panamá e em amistosos contra a Seleção do Rio de Janeiro e a Seleção do Nordeste.
Em Janeiro de 2015, foi um dos capitães da Seleção Brasileira de Futebol Americano na conquista da vaga inédita a Copa do Mundo IFAF. Em Abril de 2015, Gerson foi um dos 45 jogadores brasileiros convocados para representar o Brasil no Mundial IFAF de Futebol Americano. 